# برج الراديو وارسو (بولندا)

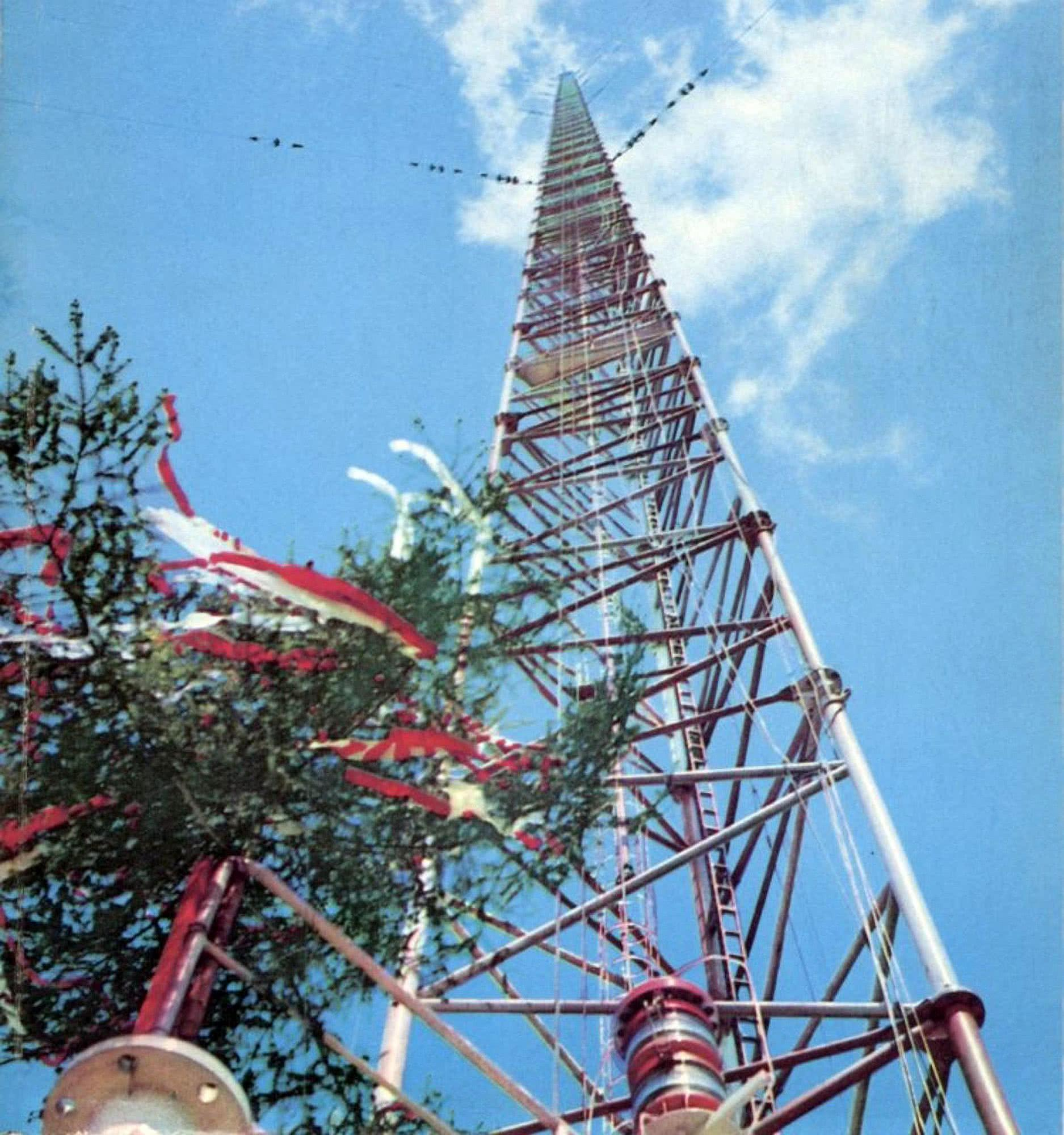
برج إذاعة وارسو، حمل لقب الأعلى في العالم من 1974 حتى 1991

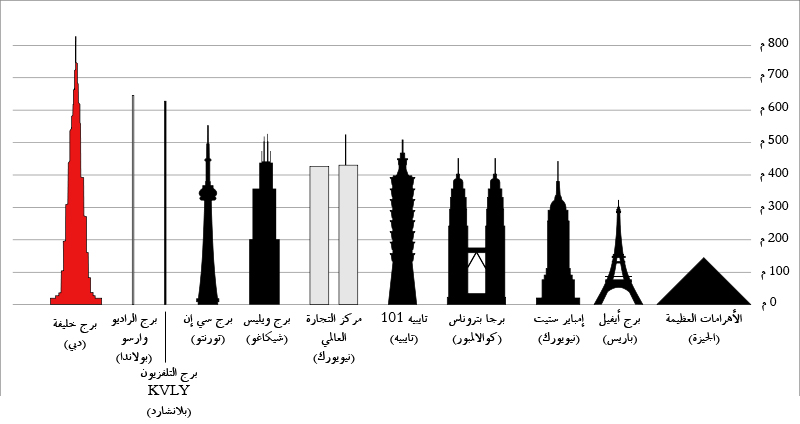
برج الراديو وارسو مقارنةً مع بعض الهياكل المرتفعة الأخرى المعروفة (عن طريقالارتفاع)

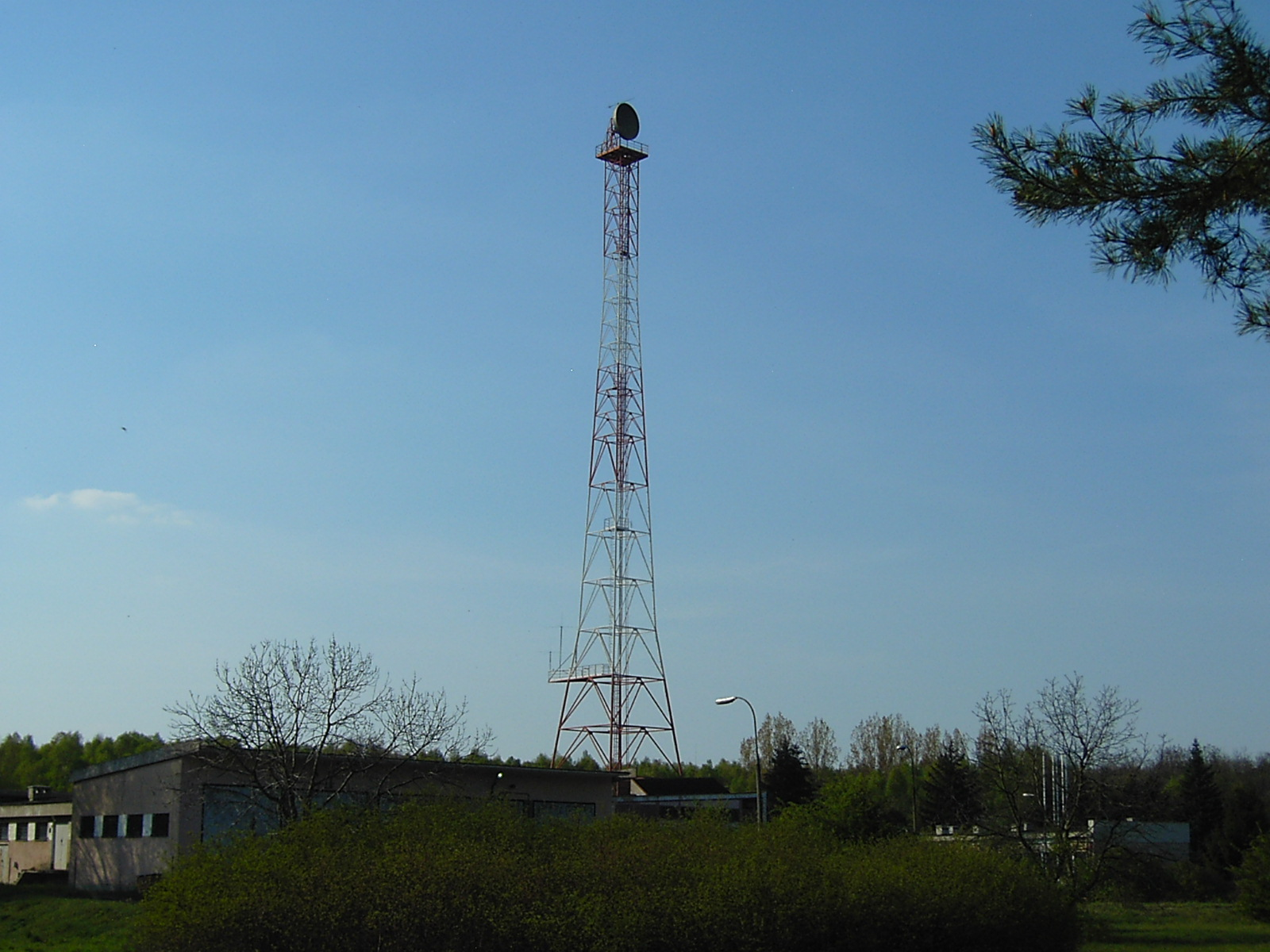
برج ترحيل الإذاعة تستخدم لربط ترحيل الإذاعة إلى الاستوديو في وارسو

كان برج الراديو وارسو أطول مبنى في العالم حتى انهياره يوم 8 أغسطس 1991.
وهو اللآن ثاني أطول هيكل بني من أي وقت مضى، بعد ان تجاوزه برج خليفة (أعلى بناء شيده الإنسان وأطول برج في العالم بارتفاع 828 مترًا)، والذي أنجز في عام 2010.
برج الراديو وارسو هوالبرج، الذي صممه يان بولاك، كان يصل لارتفاع 646.38 متر (2،120.7 قدم) .
بنائه: بدأ البناء في يوليو 1970، وتم الانتهاء منه يوم 18 مايو عام 1974، وبدأ الإرسال في 22 تموز من العام نفسه.
كان يقع في كونستانتينوف، غبن، بولندا، وكانت تستخدم من قبل وارسو للإذاعة والتلفزيون للبث الاذاعي وموجات الراديو الطويلة على تردد AM-LW (الموجة الطويلة) 227 كيلو هرتز قبل 1 فبراير 1988 وAM-LW وبعد ذلك تم استخدام الموجه الطويله 225 كيلو هرتز.
وكانت قاعدتها 115.2 متر (378 قدم) فوق مستوى سطح البحر.
ولأن قوة الفولت كانت 120 كيلو فولت موجودة بين البرج وسطح الأرض، وقفت على 2 متر (6.6 قدم). كانت تعمل بمثابة مبرد للبرج (نصف موجة المبرد)، لذلك تم اختيار ارتفاعه لكي يعمل بمثابة هوائي نصف الطول الموجي في تردد البث.
ويمكن أن تتلقى اشارات من أجهزة الإرسال ذات 2 ميجاواط عبر العالم بأسره.
[محل شك]وزنه: حسب ادعاء المصادر البولنديه يصل وزنه إلى 420 طن (930،000 £).